# 挽叻昭應廟

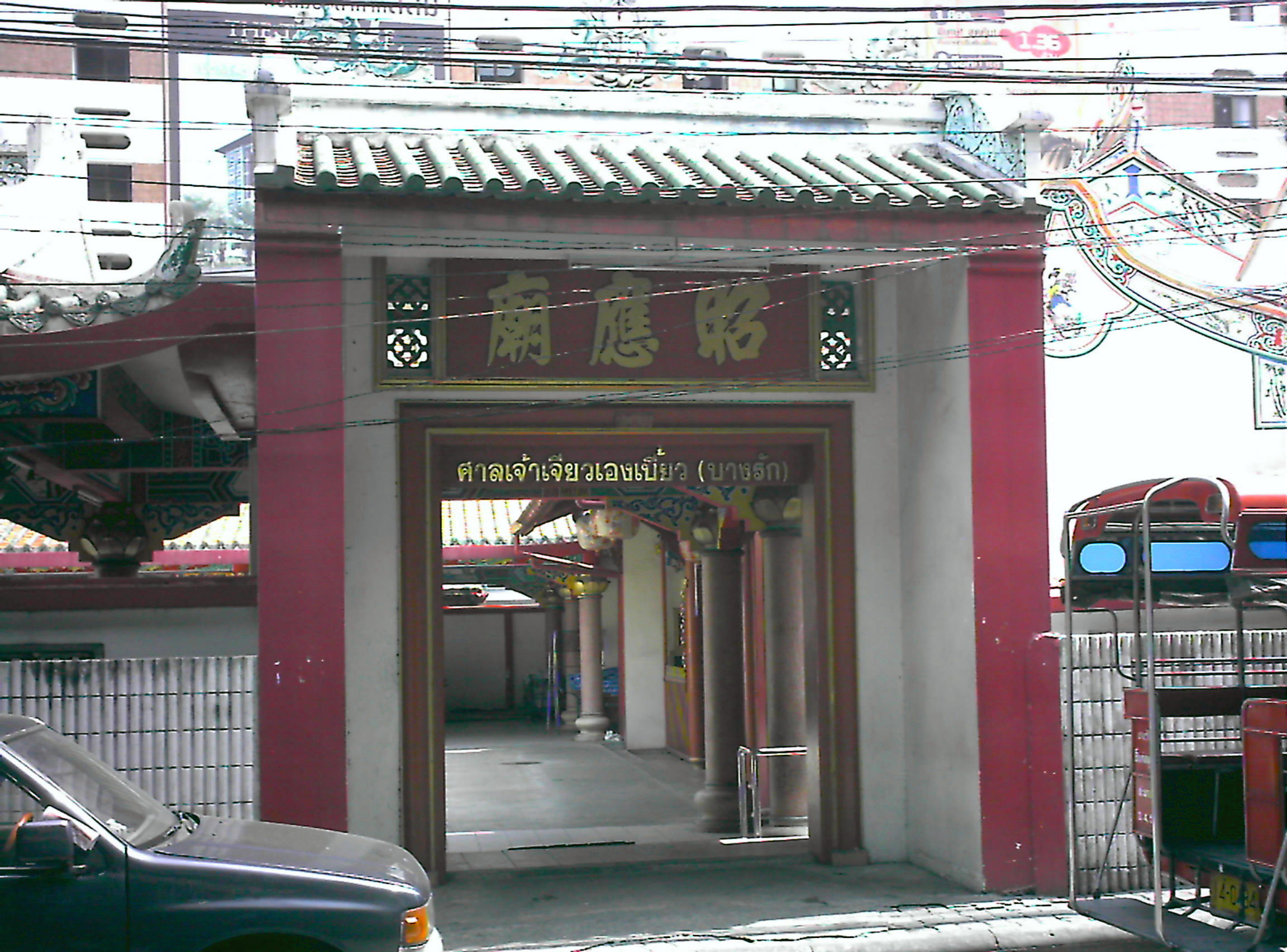
昭應廟

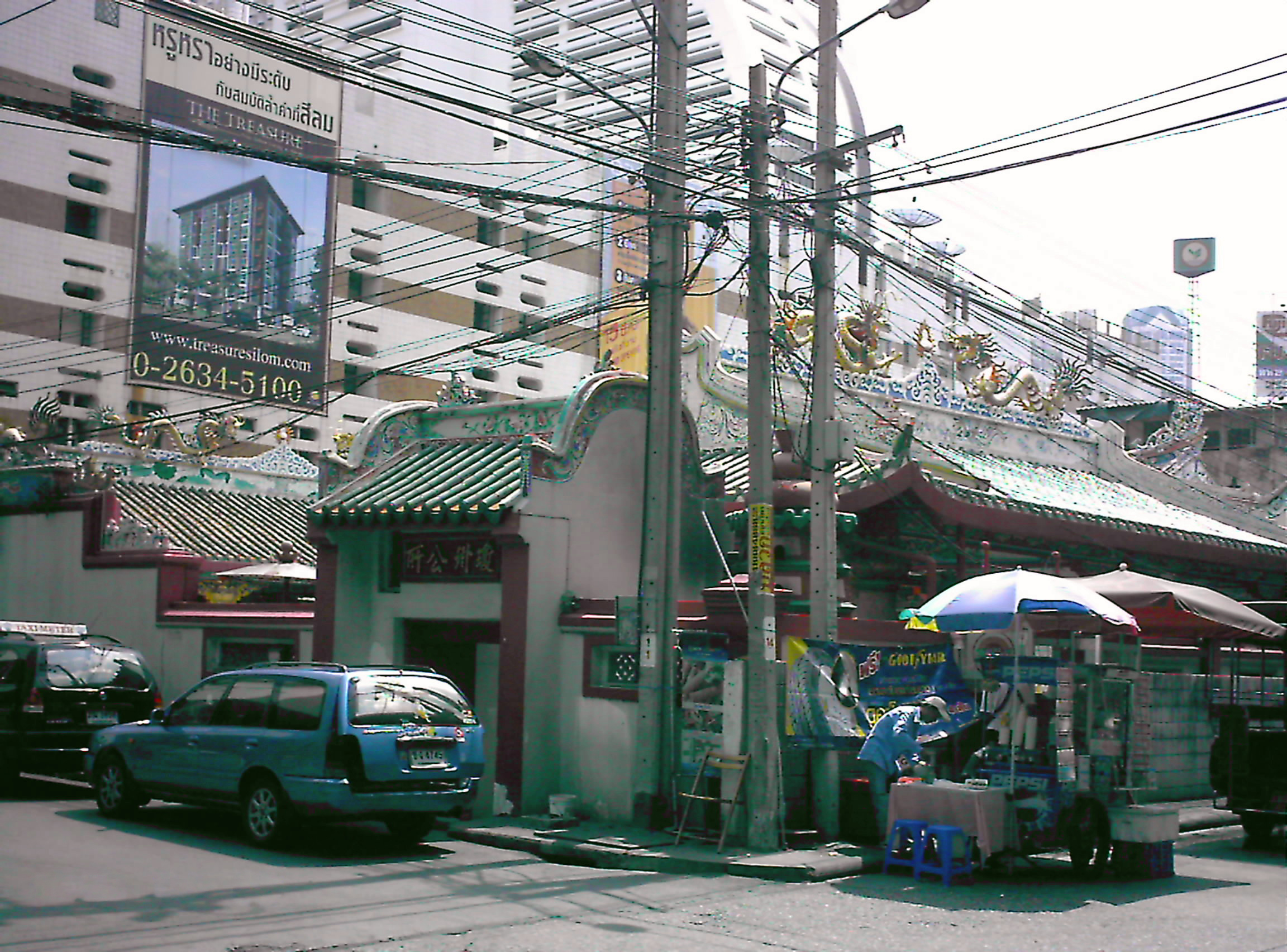
遠眺側門為瓊州公所

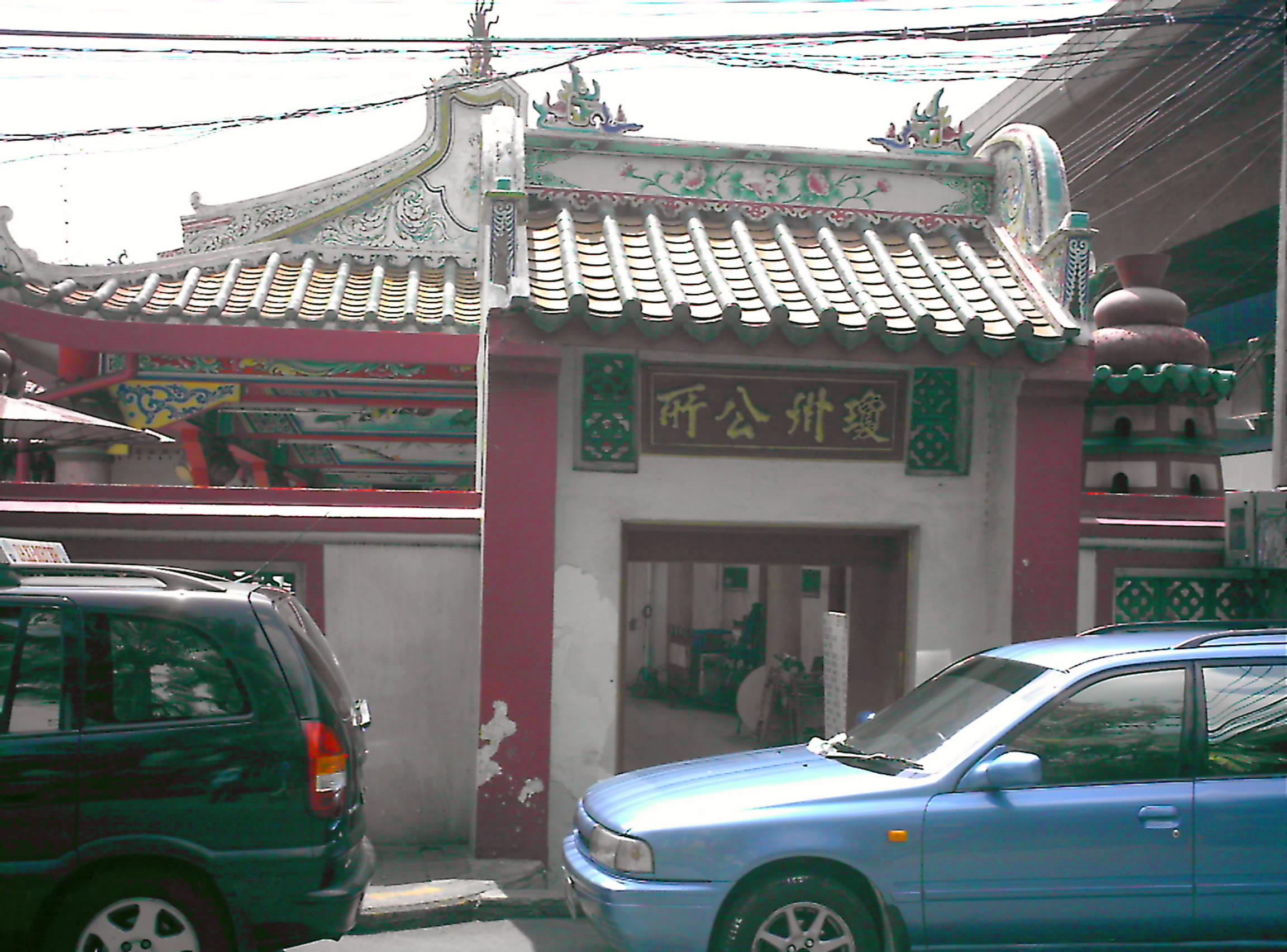
近觀側門為瓊州公所

挽叻昭應廟（又名瓊州公所）位於泰國首都曼谷之挽叻縣的石龍軍路420號。

## 源流
- 清朝的咸豐元年(1851年)之夏季，當時中國的廣東省之海南島的清欄港猛頭商船一號在1851年6月10日開行，因風在6月20日在越南的廣義省之孟早港停泊，在6月21日的黎明，兩位越南文官及兩位越南武將登船查詢，見運載甚豐，遂殺人奪財，割耳衊良為海盜，綑十人為一環，溺斃海中，並在順化港外分贓後焚船。並把耳朵上呈報功。當時越南的阮朝之第四代君主嗣德帝(1829-1883)正擬賞獎之際，突然心動手搖，筆落於地，頭眩體倦，神昏座中，在夢裡驚見那108位罹難義士來鳴冤，驚醒後令刑部密究其事。那時一位涉案兵丁在陰差陽錯下，到了其中一位罹難義士的家人所開設的酒店買醉，並以贓物作酒資，家人驚見親人財物，追問來源，該醉酒兵丁亦和盤托出，竟又被刑部密探全部聽見。於是，殺人奪財之冤案得以大白，罪者判處極刑誅凌示眾，妻兒拏發充軍。餘下贓物發還家屬。傳說這108位冤魂日後成神，經常顯靈保護出洋者平安。因此，當時的瓊籍清朝戶部主事，著名教育家、書法家潘孺初先生還專此擬會安埠昭應祠聯：「氣至而伸者為神，從古英靈，多由冤魂；德施於人則宜祀，況同桑梓，又在他鄉。」現在僑居各地的瓊府僑胞都有祭祀『昭應公』(兄弟公)的習俗。

- 泰國海南會館的前身可追溯至清朝的同治年間，海南島的橋胞先賢雲策臣、陳元國、韓連翼、楊日茂、吳安修諸位先生，基於互助合作，以求發展的宗旨，集合同鄉，成立「瓊州公所」，藉以聯絡感情，致力公益事業，並以此曼谷「挽叻昭應廟」為集合辦公的處所。

## 建築
- 後山門的對聯：長留英氣昭前烈；多種福田蔭後人。
- 殿門的對聯：靈通海國；廟祀南天。
- 主祀：清昭應英烈百有八靈位
- 左祀：水尾聖娘、本頭爺爺（土地公）
- 右祀：觀音、財神

## 公共交通
- 曼谷集體運輸系統，架空電車，是隆線，鄭皇橋車站。

## 外部連結
- 2009年4月拍攝的挽叻昭應廟(瓊州公所)的影像